# URPO-järnvägen
URPO-järnvägen var en planerad järnvägssträcka som skulle gå från Nystad via Raumo till Björneborg. Järnvägen skulle byggas som en förlängning av den nuvarande Nystadsbanan och förbinda Nystad, Raumo och Björneborg . Järnvägens planerad syfte var att stödja den ekonomiska verksamheten kring kuststäderna i Egentliga Finland och Satakunta utöver att underlätta rörligheten inom landskapen.